# Nerd
Nerd é um conceito sociológico moderno que por vezes é descrito como uma tribo urbana, muito embora possua características gerais mais imprecisas do que a maioria delas, e embora também não preceda à autoidentificação. A ideia de "nerd" está profundamente atrelada, historicamente, à adolescência e juventude, bem como à cultura do sistema escolar dos Estados Unidos, ainda que também tenha sido exportada para outros países. Em termos gerais, o nerd é uma pessoa vista como excessivamente estudiosa, obsessiva por assuntos que a maioria das pessoas não se interessa, e com falta de habilidades sociais fora do meio nerd. Tal pessoa pode gastar quantidades excessivas de tempo em atividades impopulares, pouco conhecidas ou não, que geralmente são altamente técnicas, complexas, abstratas ou relacionadas a livros filmes e séries de ficção ou fantasia, com exclusão de atividades mais comuns. Além disso, muitos chamados nerds são descritos como sendo tímidos e excêntricos, bem como com muitas dificuldades em praticar, ou mesmo acompanhar esportes.
Embora originalmente tivesse conotação depreciativa, nerd é um termo estereotipado, mas como ocorreu com outros termos pejorativos, ele foi refinado e redefinido por alguns como um termo de orgulho e identidade de grupo. Atualmente, no entanto, o termo nerd vem sendo usado por determinados grupos relacionados a interesses específicos como forma de se identificarem.

## Etimologia
A primeira aparição documentada da palavra nerd foi na descrição de uma criatura fictícia, no livro de Theodor Seuss Geisel, If I Ran the Zoo (1950), em que o narrador Gerald McGrew afirma que colecionaria "um Nerkle, um Nerd e um Seersucker também" em seu jardim zoológico imaginário. O termo foi descrito pela primeira vez, como adjetivo relativo a características comportamentais em 1951, pela revista Newsweek, que reportou o uso popular da palavra, como gíria, sendo um sinônimo de  drip ou square em Detroit, Michigan. No início dos anos 1960, o uso do termo se espalhou pelos Estados Unidos e até na Escócia. Em algum momento, a palavra passou a descrever pessoas entusiastas da leitura com inépcia sociabilidade.
Uma ortografia alternativa, foi nurd ou gnurd, também começou a aparecer em meados da década de 1960 ou início de 1970. o autor Philip K. Dick afirmou ter inventado a ortografia nurd em 1973, mas seu primeiro uso registrado apareceu em uma publicação estudantil de 1965 no Rensselaer Polytechnic Institute. A tradição oral afirma que a palavra é derivada de "knurd" ("drunk", ou seja, bêbado, escrito ao contrário), que foi usada para descrever as pessoas que estudaram em vez de ir a festas. O termo "gnurd" (escrito com o "g") estava em uso no Massachusetts Institute of Technology em 1965. O termo "nurd" também estava em uso no Massachusetts Institute of Technology já em 1971, mas foi usado no contexto do nome próprio de um personagem fictício em um artigo satírico.
O Online Etymology Dictionary especulou que a palavra seria uma alteração do termo nert dos anos 1940 (que significa "pessoa estúpida ou louca"), que é em si uma alteração de "nut".
Também há uma versão na qual a palavra derivaria de Northern Electric Research and Development (Departamento de Pesquisa e Desenvolvimento da companhia Northern Electric do Canadá, mais tarde conhecida como Nortel), ou seja, atribuída àqueles indivíduos que trabalhavam no laboratório de tecnologia, que eram dados a passar noites em claro nas suas pesquisas.

## Estereótipo
Por causa do estereótipo nerd, muitas pessoas inteligentes são muitas vezes rotuladas como nerds. Essa crença pode ser prejudicial ao desempenho escolar, pois pode fazer com que os alunos do ensino médio deixem de lado os estudos por medo de serem assim rotuladas, Já se pensava que os intelectuais eram nerds porque eram invejosos. No entanto, o programador de computadores Paul Graham afirmou em seu ensaio, "Por que Nerds são impopulares", que o intelecto é neutro, o que significa que você não é amado nem desprezado por isso. Ele também afirma que é apenas a correlação que faz com que os adolescentes inteligentes parecem automaticamente nerd, e que um nerd é alguém que não é socialmente apto o suficiente. Além disso, ele diz que a razão pela qual muitas crianças inteligentes são impopulares é que eles "não têm tempo para as atividades necessárias para a popularidade".
Segundo Paul Graham, "Existe uma relação entre ser esperto/inteligente e ser nerd, ou melhor, há uma correlação inversa maior ainda entre ser nerd e ser popular. Se ser nerd parece fazer a pessoa não popular" de forma análoga vem a conotação pejorativa.

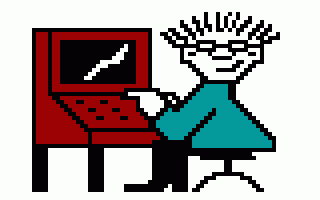
Caricatura de um nerd.

A aparência estereotipada do nerd, muitas vezes satirizada em caricatura, inclui óculos muito grandes, aparelho ortodôntico, espinhas, e calças na altura da cintura. Na mídia, muitos nerds são homens brancos, retratados como sendo fisicamente impróprios, obesos ou muito magros, devido à falta de exercício físico.  No entanto, após a franquia de filmes Revenge of the Nerds, com nerds  de diversas origens étnicas e raciais, e a introdução do personagem Steve Urkel na série de televisão Family Matters, os nerds foram vistos como pertencentes a todas as raças e cores, bem como mais recentemente, sendo um estereótipo frequentemente relacionado a jovens asiáticos ou indianos na América do Norte. A representação de "garotas nerd", em filmes como She's Out of Control, Welcome to the Dollhouse e She's All That retrata aquilo que mulheres nerds podem sofrer mais tarde na vida se elas não se concentrarem em melhorar a sua atratividade física.
Nos Estados Unidos, um estudo de 2010 publicado no Journal of International and Intercultural Communication indicaram que os americanos de origem asiática são mais percebidos como nerds, seguidos pelos americanos brancos, enquanto os hispânicos não-brancos e os americanos negros foram percebidos como menos prováveis de serem nerds. Esses estereótipos resultam de conceitos de Orientalismo e Primitivismo, como discutido no ensaio de Ron Eglash Race, Sex, and Nerds: From Black Geeks to Asian American Hipsters. Entre os brancos, os judeus são percebidos como os mais nerd e são estereotipados em maneiras similares aos asiáticos.

### Bullying
Pessoas que tendem a possuir as características nerd muitas vezes podem ser objeto de bullying no local de trabalho e especialmente nas escolas. Com o surgimento do Cyberbullying, o comportamento antissocial para com as pessoas descritas como nerd continua. Um estudo de 2012 em uma escola de Victoria, Portugal, relatou que "72% dos meninos e 65% das meninas" tinham experimentado agressão relacional. Nerds são muitas vezes alvo de bullying devido a uma série de razões que podem incluir, aparência física ou de fundo social.

## História
Na década de 1960 difundiu-se a sua conotação pejorativa, aplicado a pessoas com inteligência geralmente acima da média, com alguma dificuldade em se relacionar socialmente, e que não obedeciam aos padrões da sociedade - principalmente físicos e intelectuais - tornando-se uma pessoa mal compreendida, marginalizada, tímida e solitária.
O termo foi popularizado nos anos 1970 por seu uso maciço no sitcom Happy Days.
Embora originalmente sendo predominantemente um estereótipo americano, a cultura tem crescido em todo o mundo e é agora mais aceitável e comum do que nunca. Os eventos australianos, como Oz Comic Con, uma grande convenção de histórias em quadrinhos e Cosplay, e Supanova Expo, são eventos incrivelmente populares entre a cultura de pessoas que se identificam como Nerds. Em 2016, a Oz Comic Con em Perth viu quase 20 000 cosplayers e fãs de quadrinhos se reunirem para comemorar o evento, sendo assim chamado de um "Woodstock profissionalmente organizado para geeks".

## Orgulho Nerd
A ascensão do Silicon Valley e da indústria americana de computadores permitiu que muitos assim chamados nerds acumulassem grandes fortunas. Muitos interesses relacionados ao estereótipo nerd, tais como super-heróis e ficção científica passaram assim a ser populares. Algumas características dos nerds passaram a ser consideradas desejáveis, pois para alguns, passaram a sugerir que a pessoa é inteligente, respeitosa, interessante e capaz de ganhar um alto salário. As qualidades estereotipadas do nerd estão evoluindo, indo do estranhamento e do ostracismo social a uma aceitação mais difundida e às vezes mesmo da celebração de suas diferenças.
Johannes Grenzfurthner, pesquisador, autoproclamado nerd e diretor de documentário nerd Traceroute, reflete sobre o surgimento de nerds e cultura nerd:
| “ | Eu acho que a figura do nerd fornece um belo modelo para analisar a transformação da sociedade disciplinar na sociedade de controle. O nerd, em seu clichê, saiu pela primeira vez no cenário mundial em meados da década de 1970, quando começamos a ouvir os primeiros rumores sobre o que se tornaria a explosão cambriana da sociedade da informação. O nerd deve servir como alívio cômico para o futuro - ansiedades da sociedade ocidental. [...] A célula germinativa do nerdismo crescente é a diferença. O anseio de ser compreendido, de encontrar oportunidades de compartilhar experiências, de não ser deixado sozinho com o interesse bizarro de alguém. Ao mesmo tempo, deriva-se um prazer quase perverso de se chafurdar nesse déficit. Nerds amam a deficiência: a do outro, mas também o sua própria. Nerds são os exploradores ansiosos, que gostam de medir-se uns contra os outros e também competir agressivamente. E, no entanto, a existência do nerd também compreende um elemento do oculto, do mistério. A maneira como esse poder é expresso ou focalizado é muito importante. | ” |
|   | — Johannes Grenzfurthner, interviewed by Thomas Kaestle, Boing Boing, 14 April 2016. |   |

No filme de 1984 Revenge of the Nerds, Robert Carradine trabalhou para incorporar o estereótipo nerd. Ao fazê-lo, ajudou a criar uma imagem definitiva de nerds. Além disso, a história pressagiou, e pode ter ajudado a inspirar, o "orgulho nerd" que surgiu na década de 1990. Toby Radloff, ator de "American Splendor", afirma que este foi o filme que o inspirou a se tornar "O genuíno Nerd de Cleveland, Ohio".
O popular site de notícias relacionadas com computadores Slashdot usa o tagline "Notícias para nerds. Coisas que importam." A frase de Charles J. Sykes criou a frase "sejam agradáveis aos nerds. Existem boas possibilidades de que vocês trabalharão para um" foi popularizada na Internet e incorretamente atribuída a Bill Gates. Na Espanha, o Dia do Orgulho Nerd é comemorado em 25 de maio desde 2006. A data foi escolhida porque é o aniversário do lançamento de Star Wars: A New Hope  (ver: Dia de Star Wars, Dia da Toalha e Dia do Pi).
Um episódio da série animada Freakazoid, intitulado "Nerdator", inclui o uso de nerds para alimentar a mente de um inimigo Predator. Para o meio do show, ele deu este discurso.
| “ | ...A maioria dos nerds são tímidos de aparência normal, sem interesse na atividade física. Mas, o que lhes falta em proeza física que compõem em cérebros. Diga-me, quem escreve todos os livros mais vendidos? Nerds. Quem faz todos os filmes de maior bilheteria? Nerds. Quem projeta programas de computador tão complexos que só eles podem usá-los? Nerds. E quem está concorrendo a altos cargos públicos? Ninguém além de nerds. ... Sem nerds para liderar o caminho, os governos do mundo tropeçarão, eles serão forçados a buscar orientação de boa aparência, mas vapid airheads. | ” |

O reality show dinamarquês FC Zulu, conhecido no formato internacionalmente franqueado como "FC Nerds", estabeleceu um formato em que uma equipe de nerds, depois de dois ou três meses de treinamento, compete com uma equipe profissional de futebol.
Alguns comentaristas consideram que a palavra é desvalorizada quando aplicada a pessoas que adotam um padrão de comportamento subcultural, ao invés de serem reservadas para pessoas com uma habilidade específica.

## Definição
Não existe uma definição única e precisa consensual sobre quais seriam as características sine qua non que definiriam um nerd. No entanto, observando-se tanto as definições de pessoas que se identificam com o termo, como as de pessoas que não se veem ou são vistas como nerd, é possível observar que o que tipicamente caracterizaria seria o fato de possuir uma inteligência acima da média, sendo aficcionado ou por disciplinas da grade curricular convencional, ou por temas diversos, muitas vezes relacionados a tecnologia ou ficção científica, cultura medieval, cultura oriental, entre outros. Embora seja o mais comum, não necessariamente o rendimento escolar do nerd seria alto.
Outra característica tipicamente relacionada ao nerd, mas não necessária para defini-lo, seria a aversão, ou certa inabilidade, em maior ou menor grau, a participar, como forma de divertimento, de programações típicas da juventude não-nerd, tais como casas noturnas, bailes funk, micaretas, entre outros. O mesmo se aplicaria à aversão à prática esportiva, sendo esta uma característica frequentemente relacionada aos nerds.
Timidez, excentricidade e baixa habilidade em paqueras são também características frequentemente atribuída aos nerds, ainda que nerds assumidos costumem rejeitar essas características como definidoras.
Embora possuam notadamente essas dificuldades sociais, os nerds frequentemente buscam encontrar seus pares em eventos próprios. Há fóruns em sites como Reddit e Quora onde são tratados assuntos que são típicos desse meio, como tecnologia, jogos, RPG, dentre outros.
Outros locais onde confraternizam são em convenções, que equivalem a festas para pessoas de práticas sociais mais corriqueiras, como por exemplo a CCXP e a Brasil Game Show
Nerds também costumam ser apontados como fãs de coleções.

### Tipos
Devido à multiplicidade de características, os nerds por vezes são subdivididos em alguns grupos, sendo que alguns deles por vezes são vistos como grupos à parte.
- Nerd CDF - No Brasil, chama-se CDF o indivíduo que se dedica muito aos estudos. Usa-se a sigla ou acrônimo "CDF" significando "Cabeça-de-ferro" ou "Crânio-de-Ferro",[49][50] ou ainda "cu de ferro",[51] devido aos extensos períodos que a pessoa fica estudando. Nem todo CDF é considerado nerd, uma vez que o CDF padrão pode direcionar-se aos estudos com o único objetivo de obter um melhor desempenho escolar. No entanto, há o nerd do tipo CDF, que é aquele que direciona sua paixão em pesquisar disciplinas correntes da grade escolar.[46]
- Otaku - O termo, que descreve alguém aficionado pela cultura Animangá e por elementos da cultura oriental em geral, por vezes também ser considerado um sub-tipo dos nerds.[46]
- Geek - O geek é um conceito que também possui uma história controversa, originalmente pejorativa e sujeita a reinvenções. Embora muitos geeks assumidos rejeitem o rótulo nerd, considera-se em geral o geek como um sub-tipo de nerd, sendo a palavra usada para descrever os nerds aficcionados por cultura eletrônica e novidades tecnológicas em geral, mas que ao contrário do nerd tradicional, preserva a sua vida social e se relaciona com as demais pessoas.[46][52]

## Na mídia

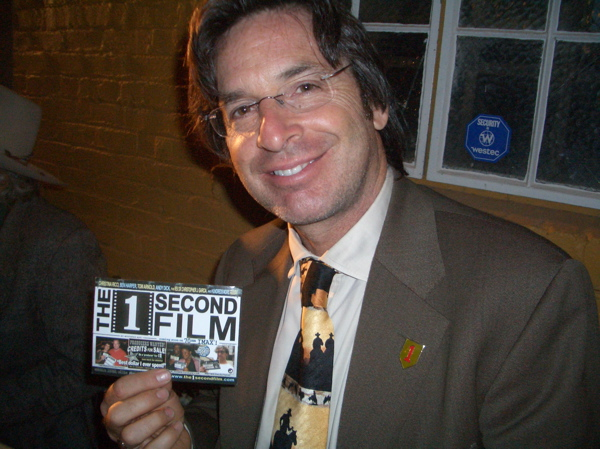
Robert Carradine, que interpretou o personagem Lewis Skolnik no filme A Vingança dos Nerds.

O Cinema tem visto vários personagens nerds memoráveis, incluindo, mas não se limitando a: Brian Johnson (Anthony Michael Hall) em The Breakfast Club, Fogell (Christopher Mintz-Plasse) de Superbad, Peter Parker, da franquia Spider-Man, Hermione Granger (Emma Watson), da franquia Harry Potter, Lewis Skolnick (Robert Carradine) e Gilbert Lowe (Anthony Edwards) de Revenge of the Nerds, e vários personagens em The Silent Valley. A canção de paródia e videoclipe White & Nerdy por "Weird Al" Yankovic também proeminentemente características e celebra aspectos da cultura Nerd.

## Leitura complementar
- Bucholtz, Mary (1999). «'Why be normal?': Language and identity practices in a community of nerd girls». Language in Society. 28: 203–23. doi:10.1017/s0047404599002043
- Frayling, Christopher (2005). Mad, Bad And Dangerous?: The Scientist and the Cinema. [S.l.]: Reaktion Books
- Genuine Nerd (2006) – Feature-length documentary on Toby Radloff.
- Kendall, Lori (1999). «'The Nerd Within': Mass Media and the Negotiation of Identity Among Computer-Using Men». The Journal of Men's Studies. 7 (3): 353–69
- ——— (1999). «Nerd Nation: Images of Nerds in U.S. Popular Culture». International Journal of Cultural Studies. 2 (2): 260–83. doi:10.1177/136787799900200206
- ——— (2000). «'Oh No! I'm a Nerd!': Hegemonic Masculinity on an Online Forum». Gender & Society. 14 (2): 256–74. doi:10.1177/089124300014002003
- Newitz, A. & Anders, C. (Eds) She's Such a Geek: Women Write About Science, Technology, and Other Nerdy Stuff. Seal Press, 2006.
- Nugent, Benjamin (2008). American Nerd: The Story of My People. New York: Scribner. ISBN 978-0-7432-8801-9
- Okada, Toshio (1996), Otaku Gaku Nyumon [Introduction to Otakuology] (em japonês), Tokyo: Ohta Verlag.